# Jacek Popek
Jacek Popek (Płock, 20 agosto 1978) è un ex calciatore polacco, di ruolo difensore.